# Пахомова Людмила Олексіївна
Людмила Олексіївна Пахомова (31 грудня 1946, Москва, РРФСР, СРСР — 17 травня 1986, Москва, РРФСР, СРСР) — радянська фігуристка, чемпіонка Олімпійських ігор (1976), шестиразова чемпіонка світу (1970—1974, 1976) та Європи (1970—1971, 1973—1976), дев'ятиразова чемпіонка СРСР (1964—1966, 1969—1971, 1973—1975) в танцях на льоду (з Віктором Рижкіним в 1964—1966 рр., з Олександром Горшковим з 1967). Заслужений майстер спорту СРСР (1970). Заслужений тренер РРФСР (1984). Авторка книг «Хореографія у фігурному катанні», «Монолог після оплесків» та «І вічно музика звучить».

## Життєпис
Людмила Пахомова народилася 1946 року в родині генерала-майора авіації, Героя Радянського Союзу, льотчик-випробувач Олексій Костянтинович (1912—1968), Він обіймав посаду заступника голови ЦК ДТСААФ, тому хотів, щоб дочка стала парашутисткою . Мати — Людмила Іванівна (1924—1993), лікар.
Фігурним катанням займатися Людмила почала у семирічному віці. Вона відвідувала ДЮСШ при Стадіоні юних піонерів у Москві, пробувала себе в парному катанні і як одиночниця, але довгий час вважалася безперспективною фігуристкою. Переконав її змінити амплуа Віктор Рижкін, тренер ЦСКА, який хоч і був набагато старшим за неї, не залишав честолюбних спортивних задумів. Саме він допоміг Людмилі проявити себе у танцях на льоду.
На чемпіонат СРСР, який відбувся 1964 року в Кірові, їх наполегливо не хотіли допускати. Однак, Пахомова та Рижкін вийшли на лід і стали чемпіонами. У наступні два роки вони повторили цей успіх, після чого їхній дует розпався. Зміну танцювального партнера Людмила Пахомова назвала «найпершим із складних випробувань» у своїй спортивній біографії.
З 1967 року Людмила Пахомова виступала з Олександром Горшковим. З ним вони стали шестиразовими чемпіонами світу. Тренером «золотої пари» була Олена Чайковська.

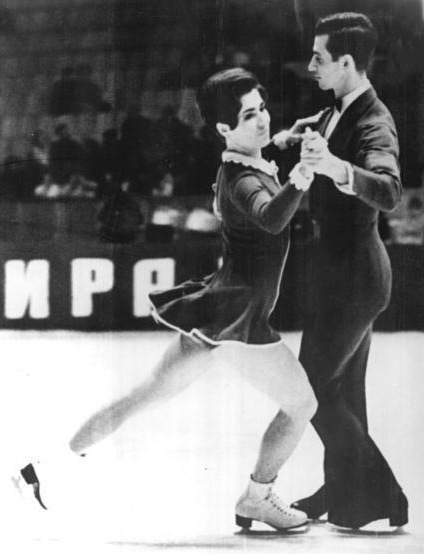
Людмила Пахомова та Олександр Горшков на чемпіонаті світу у 1969 році

Пара Пахомова — Горшков розпочала спортивну кар'єру на великому льоду, коли вітчизняні танцювальні дуети значно поступалися закордонним. Але вже 1969 року вони стали володарями срібних медалей на світовому чемпіонаті, а 1970 року першими з радянських фігуристів вибороли чемпіонське звання на першостях Європи та світу. Того ж року вони одружилися.
Пахомова та Горшков змінили стиль танців на льоду. До них панували суворі, академічні танці, переважно під класичні мелодії. Вони ж привнесли у фігурне катання живий, емоційний народний танець: «Соловей», «Вздовж Пітерської», «Бешкетні частівки», «Кумпарсита». Багато в чому завдяки їхнім успішним (гарним і, найголовніше, по-спортивному складним) виступам на чемпіонатах світу (1974 року судді виставили вісім оцінок 6,0) спортивні танці були включені до програми Олімпійських ігор. У 1976 році в на Олімпіаді в Інсбруку Пахомова та Горшков стали першими олімпійськими чемпіонами у танцях на льоду. Отримавши оцінки від 5,4 до 5,9 і сім перших суддівських місць із 9, пара захопила лідерство . В оригінальному танці вона отримала оцінки 5,8-5,9, крім однієї 5,7. У довільному танці на музику Поля Моріа («Меланхолія») та фламенко пара отримала 16 оцінок 5,9, одну 5,8 та одну 6,0 . Цей же танець згодом на чемпіонаті світу 1976 року отримав уже 10 оцінок 6,0.
Восени 1976 року після блискучих перемог на чемпіонатах Європи, світу та Олімпійських іграх Пахомова та Горшков вирішили піти з аматорського спорту. Їм було влаштовано прощальний бал у палаці спорту, і останнім танцем стала знаменита «Кумпарсита».
1970 року Людмила Пахомова закінчила балетмейстерський факультет Державного інституту театрального мистецтва і після завершення спортивної кар'єри зайнялася тренерською діяльністю. Член КПРС із 1975 року. З 1978 року Пахомова працювала тренером збірної СРСР. Її найвідомішими учнями були чемпіони світу серед юніорів (1983) Тетяна Гладкова та Ігор Шпільбанд, переможці Універсіади в Софії (1983), призери чемпіонатів СРСР Наталія Анненко та Генріх Стрітенський .

## Хвороба та смерть
1979 року Людмила Пахомова захворіла. Після народження доньки Юлії у 1977 році Людмила лише почала завойовувати визнання як тренерка. У неї було пухлинне захворювання лімфатичної системи, яке на перших етапах можна було якось загальмувати. Але вона тікала з лікарні на ковзанку. Навіть в останні місяці життя, коли лежала під крапельницею, тренерка до спеціального зошита записувала завдання для своїх учнів.
Людмила Пахомова померла 17 травня 1986 року від лімфогранулематозу на 40-му році життя. Похована на Ваганьковському кладовищі (ділянка цвинтаря № 13) поруч із батьком. Мати Людмили займалася вихованням онучки. Вона померла у 1993 році і була похована поряд із чоловіком та донькою.
2000 року відкрився Регіональний благодійний громадський фонд «Мистецтво та спорт» імені Людмили Пахомової, президентом якого був Олександр Горшков .

## Результати
Олімпійські ігри
- Лютий 1976, Інсбрук, Австрія .

Чемпіонат світу

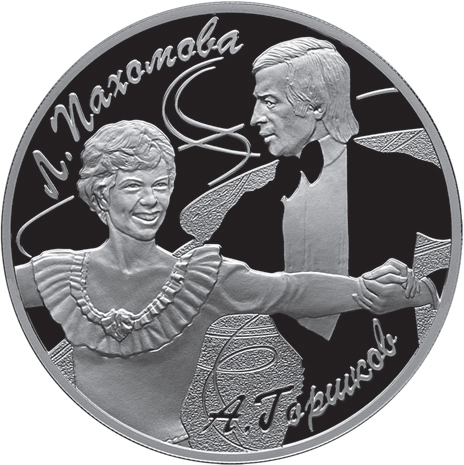
Пам'ятна монета Банку Росії з портретом Олександра Горшкова та Людмили Пахомової. 3 рублі, срібло, 2010 рік

- Лютий 1966, Давос, Швейцарія — 10-е місце
- Лютий-березень 1967, Відень, Австрія — 13-е
- Лютий-березень 1968, Женева, Швейцарія — 6-те.
- Березень 1969, Колорадо-Спрінгс, Колорадо, США — 2-ге
- Березень 1970, Любляна, Югославія — 1-ше.
- Лютий 1971, Ліон, Франція — 1-ше
- Березень 1972, Калгарі, Альберта, Канада — 1-ше .
- Лютий-березень 1973, Братислава, Чехословаччина — 1-ше
- Березень 1974, Мюнхен, Німеччина — 1-ше.
- Березень 1976, Гетеборг, Швеція — 1-ше.

Чемпіонат Європи
- 1966, Братислава, Чехословаччина — 7-е місце
- 1967, Любляна, Югославія — 10-е
- 1968, Вестерос, Швеція — 5-е
- 1969, Гарміш-Партенкірхен, ФРН — 3-тє
- 1970, Ленінград, СРСР — 1-ше
- Лютий 1971, Цюріх, Швейцарія .
- Січень 1972, Гетеборг, Швеція — 2-ге
- Лютий 1973, Кельн, ФРН — 1-ше
- Січень-лютий 1974, Загреб, Югославія — 1-ше
- Січень-лютий1975, Копенгаген, Данія — 1-ше
- Січень 1976, Женева, Швейцарія — 1-ше.

Чемпіонат СРСР
- Березень 1964, Кіров — 1-ше (з Віктором Рижкіним)
- 1965, Київ — 1-ше (з Рижкіним)
- 1966, Київ — 1-ше (з Рижкіним)
- 1967, Куйбишев — 2-ге (з Олександром Горшковим)
- Січень 1968, Воскресенськ — 2-ге (з Горшковим)
- 1969, Ленінград — 1-ше (з Горшковим)
- 1970, Київ — 1-ше (з Горшковим)
- Січень 1971, Рига — 1-ше (з Горшковим)
- Січень 1973, Ростов-на-Дону — 1-ше (з Горшковим)
- 1974 Свердловськ — 1-ше (з Горшковим)
- Січень 1975, Київ — 1-ше (з Горшковим)

Московські змагання з фігурного катання
- 1969 — 1-ше
- 1970 — 1-ше
- 1971 — 1-ше
- Листопад 1972 — 1-ше
- 1974 — 1-ше
- Листопад-грудень 1975 — 1-ше

Інші
- International Trophy, грудень 1966 — 2-ге
- Golden Skate[en], листопад 1966, Прага, Чехословаччина — 3-тє місце.